# Kanoistika na Letních olympijských hrách 2004 – K1 slalom muži
Závod ve vodním slalomu K1 mužů na Letních olympijských hrách 2004 se konal na kanále v areálu Helliniko Olympic Canoe/Kayak Slalom Centre ve dnech 19. a 20. srpna 2004. Z českých závodníků se jej zúčastnil Ondřej Raab (14. místo), zlatou medaili získal Francouz Benoît Peschier.

## Program
| Datum                  | Fáze       |
| ---------------------- | ---------- |
| čtvrtek 19. srpna 2004 | rozjížďky  |
| pátek 20. srpna 2004   | semifinále |
| pátek 20. srpna 2004   | finále     |

## Výsledky
| Pořadí           | Jméno                      | Rozjížďky | Rozjížďky | Rozjížďky | Rozjížďky | Rozjížďky | Rozjížďky | Semifinále  | Semifinále  | Semifinále  | Finále      | Finále      | Finále      | Finále      |
| Pořadí           | Jméno                      | 1. jízda  | Pen.      | 2. jízda  | Pen.      | Celkem    | Pořadí    | Čas         | Pen.        | Pořadí      | Čas         | Pen.        | Celkem      | Pořadí      |
| ---------------- | -------------------------- | --------- | --------- | --------- | --------- | --------- | --------- | ----------- | ----------- | ----------- | ----------- | ----------- | ----------- | ----------- |
| Zlatá medaile    | Benoît Peschier (FRA)      | 99,33     | 0         | 95,04     | 2         | 194,37    | 8.        | 93,93       | 0           | 2.          | 94,03       | 0           | 187,96      | 1.          |
| Stříbrná medaile | Campbell Walsh (GBR)       | 91,25     | 0         | 97,73     | 0         | 188,98    | 2.        | 93,68       | 0           | 1.          | 96,49       | 0           | 190,17      | 2.          |
| Bronzová medaile | Fabien Lefèvre (FRA)       | 95,00     | 2         | 95,80     | 0         | 190,80    | 4.        | 95,13       | 2           | 6.          | 95,86       | 2           | 190,99      | 3.          |
| 4.               | David Ford (CAN)           | 101,30    | 4         | 98,57     | 0         | 199,87    | 16.       | 95,83       | 2           | 7.          | 96,75       | 0           | 192,58      | 4.          |
| 5.               | Thomas Schmidt (GER)       | 93,28     | 0         | 97,36     | 0         | 190,64    | 3.        | 95,11       | 2           | 5.          | 97,82       | 0           | 192,93      | 5.          |
| 6.               | Scott Parsons (USA)        | 98,15     | 0         | 100,06    | 2         | 198,21    | 14.       | 96,82       | 0           | 9.          | 97,94       | 0           | 194,76      | 6.          |
| 7.               | Grzegorz Polaczyk (POL)    | 97,97     | 2         | 97,49     | 0         | 195,46    | 12.       | 94,74       | 0           | 4.          | 101,83      | 2           | 196,57      | 7.          |
| 8.               | Sam Oud (NED)              | 107,27    | 2         | 95,41     | 0         | 202,68    | 20.       | 94,46       | 0           | 3.          | 102,82      | 6           | 197,28      | 8.          |
| 9.               | Warwick Draper (AUS)       | 99,69     | 2         | 101,41    | 2         | 201,10    | 18.       | 97,03       | 2           | 10.         | 100,40      | 0           | 197,43      | 9.          |
| 10.              | Uroš Kodelja (SLO)         | 102,24    | 2         | 97,99     | 0         | 200,23    | 17.       | 96,68       | 2           | 8.          | 104,93      | 0           | 201,61      | 10.         |
|                  |                            |           |           |           |           |           |           |             |             |             |             |             |             |             |
| 11.              | Carles Juanmartí (ESP)     | 99,47     | 0         | 96,61     | 0         | 196,08    | 13.       | 97,73       | 2           | 11.         | nepostoupil | nepostoupil | nepostoupil | nepostoupil |
| 12.              | Ján Šajbidor (SVK)         | 95,13     | 0         | 99,76     | 2         | 194,89    | 10.       | 97,77       | 0           | 12.         | nepostoupil | nepostoupil | nepostoupil | nepostoupil |
| 13.              | Helmut Oblinger (AUT)      | 94,25     | 0         | 98,94     | 2         | 193,19    | 7.        | 98,02       | 0           | 13.         | nepostoupil | nepostoupil | nepostoupil | nepostoupil |
| 14.              | Ondřej Raab (CZE)          | 98,54     | 2         | 95,96     | 0         | 194,50    | 9.        | 98,13       | 2           | 14.         | nepostoupil | nepostoupil | nepostoupil | nepostoupil |
| 15.              | Brett Heyl (USA)           | 95,68     | 0         | 96,61     | 2         | 192,29    | 5.        | 100,28      | 2           | 15.         | nepostoupil | nepostoupil | nepostoupil | nepostoupil |
| 16.              | Lazar Popovski (MKD)       | 96,92     | 0         | 96,14     | 0         | 193,06    | 6.        | 100,80      | 0           | 16.         | nepostoupil | nepostoupil | nepostoupil | nepostoupil |
| 17.              | Floris Braat (NED)         | 97,96     | 0         | 97,18     | 0         | 195,14    | 11.       | 101,39      | 2           | 17.         | nepostoupil | nepostoupil | nepostoupil | nepostoupil |
| 18.              | Benjamin Boukpeti (TOG)    | 96,99     | 0         | 101,93    | 4         | 198,92    | 15.       | 102,42      | 6           | 18.         | nepostoupil | nepostoupil | nepostoupil | nepostoupil |
| 19.              | Pierpaolo Ferrazzi (ITA)   | 99,70     | 2         | 102,23    | 0         | 201,93    | 19.       | 103,07      | 0           | 19.         | nepostoupil | nepostoupil | nepostoupil | nepostoupil |
| 20.              | Michael Kurt (SUI)         | 94,30     | 0         | 92,49     | 0         | 186,79    | 1.        | 103,20      | 4           | 20.         | nepostoupil | nepostoupil | nepostoupil | nepostoupil |
|                  |                            |           |           |           |           |           |           |             |             |             |             |             |             |             |
| 21.              | Eoin Rheinisch (IRL)       | 105,28    | 2         | 98,81     | 2         | 204,09    | 21.       | nepostoupil | nepostoupil | nepostoupil | nepostoupil | nepostoupil | nepostoupil | nepostoupil |
| 22.              | Dinko Mulić (CRO)          | 102,71    | 0         | 108,05    | 6         | 210,76    | 22.       | nepostoupil | nepostoupil | nepostoupil | nepostoupil | nepostoupil | nepostoupil | nepostoupil |
| 23.              | Emir Šarganović (BIH)      | 111,26    | 4         | 105,04    | 4         | 216,30    | 23.       | nepostoupil | nepostoupil | nepostoupil | nepostoupil | nepostoupil | nepostoupil | nepostoupil |
| 24.              | Alexandros Dimitriou (GRE) | 122,87    | 6         | 113,34    | 2         | 236,21    | 24.       | nepostoupil | nepostoupil | nepostoupil | nepostoupil | nepostoupil | nepostoupil | nepostoupil |
| 25.              | Jens Ewald (GER)           | 150,69    | 50        | 99,40     | 0         | 250,09    | 25.       | nepostoupil | nepostoupil | nepostoupil | nepostoupil | nepostoupil | nepostoupil | nepostoupil |